# چیزهای زنده (آلبوم)
چیزهای زنده (به انگلیسی: Living Things) پنجمین آلبوم استودویی گروه راک آمریکایی لینکین پارک می‌باشد. این آلبوم در ۲۰ ژوئن ۲۰۱۲ منتشر شد که توسط کمپانی برادران وارنر عرضه شده و توسط مایک شینودا و ریک رابین نوشته شد که همچنین تهیه‌کنندگی آن را انجام داده بودند. آن‌ها پیش از این در سال ۲۰۰۷ آلبوم دقایقی تا نیمه‌شب و در سال ۲۰۱۱ آلبوم یک هزار خورشید را نیز تهیه کرده بودند. اولین تک‌آهنگ این آلبوم با نام «Burn It Down» در ۱۶ آپریل ۲۰۱۲ عرضه شد.
در ژوئن ۲۰۱۱، خوانندهٔ اصلی گروه چستر بنینگتون در برابر مجله کرانگ! ، تلاش گروه را برای آلبوم پنجم افشا کرد. او توضیح داد:«ما از دو ماه پیش برای آلبوم جدید تلاش می‌کردیم موسیقی عالیه و ما از برنامه‌ها جلوتر هستیم. زیاد شلوغ نیست ولی کلی آهنگ خوب وجود دارد.»
خواننده و رپر گروه مایک شینودا و ریک رابین تهیه‌کنندگی این آلبوم را به عهده داشتند. رابین گفت: «ما معمولاً هفته‌ای یک بار دور هم جمع میشویم و به آهنگ‌های تازه گوش می دهیم و دربارهٔ آن‌ها بحث می کنیم. » بنینگتون دربارهٔ رابین گفت:« او به ما فرصت کافی میدهد که خودمان باشیم و کار خودمان را بکنیم. .. او به ما خیلی واضح نظرات خود را بیان می‌کند .... به ما کمک می‌کند تا ضبط‌های بهتر و صدای بهتری داشته باشیم.» همچنین گفت که شینودا گروه را برای هر کدام از آهنگ‌ها راهنمایی و کنترل می‌کند.
در جولای ۲۰۱۱، بنینگتون در مصابه‌ای با مجلهٔ رولینگ استون بیان کرد که گروه لینکین پارک هدف دارد که در هر هجده ماه یک آلبوم تولید کند و جای تعجب خواهد بود اگر آلبوم در سال ۲۰۱۲ انتشار نیابد. گروه حتی در زمان اجرای تورهای خود نیز دست از ساخت آهنگ‌های جدید نکشید.
| بررسی انتقادی   | بررسی انتقادی |
| منبع            | رتبه‌بندی      |
| --------------- | ------------- |
| متاکریتیک       | (۶۰/۱۰۰)      |
| آل‌میوزیک        | 3.5/5 ستاره   |
| ابوت دات کام    | 2.5/5 ستاره   |
| د ای وی کلاب    | (C)           |
| لود وایر        | 4/5 ستاره     |
| انترتیمنت ویکلی | (B)           |
| د گاردین        | 3/5 ستاره     |
| ان ام ای        | (۵/۱۰)        |
| ابزرور          | 3/5 ستاره     |
| رولینگ استون    | 3/5 ستاره     |
| پاپ مترز        | 3/5 ستاره     |

## اعضا در این آلبوم
لینکین پارک
- چستر بنینگتون - خواننده اصلی
- مایک شینودا - خواننده، گیتار، کیبورد
- راب بوردون - درام، خواننده پشتیبان
- برد دلسون - گیتار، خواننده پشتیبان
- دیو فارل - باس، خواننده پشتیبان
- جو هان - دیسک چرخان، کیبورد، نمونه‌برداری، خواننده پشتیبان

تهیه‌کننده
- ریک رابین
- مایک شینودا

## لیست آهنگ‌ها
| شماره      | نام                                   | مدت   |
| ---------- | ------------------------------------- | ----- |
| ۱.         | «گمشده در پژواک (Lost In The Echo)»   | ۳:۲۵  |
| ۲.         | «در باقی مانده‌های من (In My Remains)» | ۳:۲۰  |
| ۳.         | «بسوزانش (Burn It Down)»              | ۳:۵۲  |
| ۴.         | «دروغ طمع بدبختی (Lies Greed Misery)» | ۲:۲۷  |
| ۵.         | «من می روم (I'll Be Gone)»            | ۳:۳۱  |
| ۶.         | «قصر شیشه‌ای (Castle of Glass)»        | ۳:۲۵  |
| ۷.         | «قربانی (Victimized)»                 | ۱:۴۶  |
| ۸.         | «جاده‌های نرفته (Roads Untraveled)»    | ۳:۴۹  |
| ۹.         | «پوست تا استخوان (Skin to Bone)»      | ۲:۲۸  |
| ۱۰.        | «تا زمانی که بشکند (Until It Breaks)» | ۳:۴۳  |
| ۱۱.        | «حلبی (Tinfoil)»                      | ۱:۱۱  |
| ۱۲.        | «نا توان (Powerless)»                 | ۳:۴۳  |
| مجموع مدت: | مجموع مدت:                            | ۳۷:۰۵ |

## رتبه‌ها و گواهی‌ها

### رتبه‌ها
| چارت (۲۰۱۲)                   | بهترین رتبه |
| ----------------------------- | ----------- |
| چارت آلبوم‌های استرالیا        | ۲           |
| چارت آلبوم‌های اتریش           | ۱           |
| چارت آلبوم‌های انگلستان        | ۱           |
| چارت آلبوم‌های بلژیک(فنلاند)   | ۴           |
| چارت آلبوم‌های بلژیک(والونی)   | ۲           |
| چارت آلبوم‌های دانمارک         | ۲           |
| چارت آلبوم‌های چک              | ۱           |
| چارت آلبوم‌های کانادا          | ۱           |
| چارت آلبوم‌های هلندی           | ۱           |
| چارت آلبوم‌های فنلاند          | ۱           |
| چارت آلبوم‌های فرانسه          | ۲           |
| چارت آلبوم‌های آلمان           | ۱           |
| چارت آلبوم‌های هنگ کنگ         | ۲           |
| چارت آلبوم‌های مجارستان        | ۱           |
| چارت آلبوم‌های ایرلند          | ۲           |
| چارت آلبوم‌های ایتالیا         | ۱           |
| چارت آلبوم‌های ژاپن            | ۲           |
| چارت آلبوم‌های مکزیک           | ۵           |
| چارت آلبوم‌های نیوزلند         | ۲           |
| چارت آلبوم‌های نروژ            | ۳           |
| چارت آلبوم‌های لهستان          | ۱           |
| چارت آلبوم‌های پرتغال          | ۱           |
| چارت آلبوم‌های روسیه           | ۲           |
| چارت آلبوم‌های اسکاتلند        | ۲           |
| چارت آلبوم‌های اسلوانی         | ۱           |
| چارت آلبوم‌های کره جنوبی       | ۴           |
| چارت آلبوم‌های اسپانیا         | ۲           |
| چارت آلبوم‌های سوئد            | ۶           |
| چارت آلبوم‌های سوییس           | ۱           |
| چارت آلبوم‌های تایوان          | ۱           |
| چارت آلبوم‌های راک آمریکا      | ۱           |
| چارت آلبوم‌های هارد راک آمریکا | ۱           |
| چارت آلبوم‌های آلترنتیو آمریکا | ۱           |
| بیلبورد ۲۰۰ آمریکا            | ۲           |

| کشور                                      | گواهی | فروش    |
| ----------------------------------------- | ----- | ------- |
| استرالیا(ARIA)                            | طلا   | ۳۵٬۰۰۰  |
| اتریش (فدراسیون بین‌المللی صنعت فونوگرافی) | طلا   | ۱۰٬۰۰۰  |
| آلمان( BVMI )                             | طلا   | ۱۰۰٬۰۰۰ |
| ژاپن( RIAJ )                              | طلا   | ۱۰۰٬۰۰۰ |
| نیوزلند(RIANZ)                            | طلا   | ۷٬۵۰۰   |
| هلند( ZPAV )                              | طلا   | ۱۰٬۰۰۰  |
| سوئد(فدراسیون بین‌المللی صنعت فونوگرافی)   | طلا   | ۱۵٬۰۰۰  |
| انگلستان(BPI)                             | طلا   | ۱۰۰٬۰۰۰ |

## تاریخ انتشار
| منطقه    | تاریخ انتشار  | کمپانی         | فرمت        | کاتالوگ    |
| -------- | ------------- | -------------- | ----------- | ---------- |
| ژاپن     | ژوئن ۲۰، ۲۰۱۲ | برادران وارنر. | CD          | WPCR-14496 |
| روسیه    | ژوئن ۲۱، ۲۰۱۲ | برادران وارنر. | CD          |            |
| اوکراین  | ژوئن ۲۱، ۲۰۱۲ | برادران وارنر. |             |            |
| استرالیا | ژوئن ۲۲، ۲۰۱۲ | برادران وارنر. |             |            |
| اتریش    | ژوئن ۲۲، ۲۰۱۲ | برادران وارنر. |             |            |
| بلژیک    | ژوئن ۲۲، ۲۰۱۲ | برادران وارنر. | CD, digital | ۹۳۶۲۴۹۵۰۴۸ |
| کرواسی   | ژوئن ۲۲، ۲۰۱۲ | برادران وارنر. | CD, digital | ۹۳۶۲۴۹۵۰۴۸ |
| آلمان    | ژوئن ۲۲، ۲۰۱۲ | برادران وارنر. | CD, digital | ۹۳۶۲۴۹۵۰۴۸ |
| یونان    | ژوئن ۲۲، ۲۰۱۲ | برادران وارنر. | CD, digital | ۹۳۶۲۴۹۵۰۴۸ |
| ایرلند   | ژوئن ۲۲، ۲۰۱۲ | برادران وارنر. | CD, digital | ۹۳۶۲۴۹۵۰۴۸ |
| ایتالیا  | ژوئن ۲۲، ۲۰۱۲ | برادران وارنر. | CD, digital | ۹۳۶۲۴۹۵۰۴۸ |
| هلند     | ژوئن ۲۲، ۲۰۱۲ | برادران وارنر. | CD, digital | ۹۳۶۲۴۹۵۰۴۸ |
| نیوزلند  | ژوئن ۲۲، ۲۰۱۲ | برادران وارنر. |             |            |
| نروژ     | ژوئن ۲۲، ۲۰۱۲ | برادران وارنر. | CD, digital | ۹۳۶۲۴۹۵۰۴۸ |
| سوئیس    | ژوئن ۲۲، ۲۰۱۲ | برادران وارنر. | CD, digital | ۹۳۶۲۴۹۵۰۴۸ |
| دانمارک  | June 25, 2012 | برادران وارنر. | CD, digital | ۹۳۶۲۴۹۵۰۴۸ |
| فرانسه   | June 25, 2012 | برادران وارنر. | CD, digital | ۹۳۶۲۴۹۵۰۴۸ |
| لهستان   | June 25, 2012 | برادران وارنر. | CD, digital | ۹۳۶۲۴۹۵۰۴۸ |
| بریتانیا | June 25, 2012 | برادران وارنر. | CD, digital | ۹۳۶۲۴۹۵۰۴۸ |
| کانادا   | ژوئن ۲۶، ۲۰۱۲ | برادران وارنر. | CD, digital | ۹۳۶۲۴۹۵۰۴۸ |
| آمریکا   | ژوئن ۲۶، ۲۰۱۲ | برادران وارنر. | CD, digital | ۹۳۶۲۴۹۵۰۴۸ |
| آرژانتین | ژوئن ۲۷، ۲۰۱۲ | CD             |             |            |